# 潘馴
潘馴，字士雅，貴州貴陽人。明末清初官員、詩人。

## 生平
潘馴自幼穎異，年十六，作回文詩三十首。崇禎十二年（1639年），舉己卯科貴州鄉試，得主考官陳際泰賞識。明亡仕清，官雲南蒙自縣知縣。

## 著作
工詩，有《出岫草》、《瘦竹亭詩》。

## 家族
父潘潤民，官雲南布政使。